# Любомія (гміна)
Гміна Любомія (пол. Gmina Lubomia) — сільська гміна у південній Польщі. Належить до Водзіславського повіту Сілезького воєводства.
Станом на 31 грудня 2011 у гміні проживало 8040 осіб.

## Територія
Згідно з даними за 2007 рік площа гміни становила 41.83 км², у тому числі:
- орні землі: 59.00%
- ліси: 13.00%

Таким чином, площа гміни становить 14.58% площі повіту.

## Населення
Станом на 31 грудня 2011:
| Опис     | Загалом | Загалом | Чоловіки | Чоловіки | Жінки | Жінки |
| -------- | ------- | ------- | -------- | -------- | ----- | ----- |
| одиниця  | осіб    | %       | осіб     | %        | осіб  | %     |
| все      | 8040    | 100     | 3898     | 48.48    | 4142  | 51.52 |
| міське   | 0       | 100     | 0        |          | 0     |       |
| сільське | 8040    | 100     | 3898     | 48.48    | 4142  | 51.52 |

## Сусідні гміни
Гміна Любомія межує з такими гмінами: Водзіслав-Шльонський, Ґожице, Корноваць, Кшижановіце, Пшув, Рацибуж.